# Liste der Naturdenkmale in Möckmühl
| Naturdenkmale | Anzahl |
| ------------- | ------ |
| FND           | 10     |
| END           | 9      |
| Gesamt        | 19     |

Die Liste der Naturdenkmale in Möckmühl nennt die verordneten Naturdenkmale (ND) der im baden-württembergischen Landkreis Heilbronn liegenden Stadt Möckmühl. In Möckmühl gibt es insgesamt neunzehn als Naturdenkmal geschützte Objekte, davon zehn flächenhafte Naturdenkmale (FND) und neun Einzelgebilde-Naturdenkmale (END).
Stand: 1. November 2016.

## Flächenhafte Naturdenkmale (FND)
| Name                                    | Bild | Kennung     | Einzelheiten | Position | Fläche Hektar | Datum         |
| --------------------------------------- | ---- | ----------- | ------------ | -------- | ------------- | ------------- |
| Domenecker Schlucht                     | BW   | 81250630010 | Möckmühl     | ⊙        | 4,9           | 18. Juli 1986 |
| Feuchtgebiet „Beetäcker“                | BW   | 81250630004 | Möckmühl     | ⊙        | 0,0           | 18. Juli 1986 |
| Feuchtgebiet „Im untern Tal“            | BW   | 81250630008 | Möckmühl     | ⊙        | 1,4           | 18. Juli 1986 |
| Feuchtgebiet „Sülz“                     | BW   | 81250630006 | Möckmühl     | ⊙        | 0,1           | 18. Juli 1986 |
| Feuchtgebiet „Vogelsang“                | BW   | 81250630019 | Möckmühl     | ⊙        | 0,3           | 18. Juli 1986 |
| Kleebwald Jagsttalhang                  | BW   | 81250630007 | Möckmühl     | ⊙        | 3,2           | 18. Juli 1986 |
| Schaftrieb an der Korber Straße         | BW   | 81250630016 | Möckmühl     | ⊙        | 1,4           | 18. Juli 1986 |
| Seehofer Schlucht                       | BW   | 81250630011 | Möckmühl     | ⊙        | 3,0           | 18. Juli 1986 |
| Steppenheide „Bachwingert“              | BW   | 81250630009 | Möckmühl     | ⊙        | 0,9           | 18. Juli 1986 |
| Wacholderheide „Vordere Weinsbergäcker“ | BW   | 81250630017 | Möckmühl     | ⊙        | 0,3           | 18. Juli 1986 |
| Legende für Naturdenkmal                |      |             |              |          |               |               |

## Einzelgebilde (END)
| Name                           | Bild | Kennung     | Einzelheiten | Position | Fläche Hektar | Datum         |
| ------------------------------ | ---- | ----------- | ------------ | -------- | ------------- | ------------- |
| 1 Doline, sog. „Haselgrübe“    | BW   | 81250630003 | Möckmühl     | ⊙        | 0,0           | 18. Juli 1986 |
| 1 Eiche im Hergstbachtal       | BW   | 81250630018 | Möckmühl     | ⊙        | 0,0           | 18. Juli 1986 |
| 1 Eiche                        | BW   | 81250630002 | Möckmühl     | ⊙        | 0,0           | 18. Juli 1986 |
| 1 Kiefer, 1 Eibe               | BW   | 81250630001 | Möckmühl     | ⊙        | 0,0           | 18. Juli 1986 |
| 1 Linde, sog. „Schiller-Linde“ | BW   | 81250630015 | Möckmühl     | ⊙        | 0,0           | 18. Juli 1986 |
| 1 Linde                        | BW   | 81250630014 | Möckmühl     | ⊙        | 0,0           | 18. Juli 1986 |
| 1 Mostbirnbaum                 | BW   | 81250630012 | Möckmühl     | ⊙        | 0,0           | 18. Juli 1986 |
| 1 Platane                      | BW   | 81250630005 | Möckmühl     | ⊙        | 0,0           | 18. Juli 1986 |
| 1 Ulme                         |      | 81250630013 | Möckmühl     | ???      | 0,0           | 18. Juli 1986 |
| Legende für Naturdenkmal       |      |             |              |          |               |               |